# Sítio Pintura dos Caboclos
O Sítio Pintura dos Caboclos é um sítio arqueológico de arte rupestre, localizado na cidade de Campo Formoso, no estado da Bahia. O Sítio Pintura dos Caboclos está registrado no Instituto do Patrimônio Histórico e Artístico Nacional (IPHAN).
No ano de 2007, foram encontradas pinturas rupestres, em motivos gráficos diversos, gravadas nas rochas de um abrigo a 789 metros de altura em relação ao nível do mar, localizado em terras da caatinga pertencentes ao Estado.